# Église Saint-Nicolas d'Ečka
Pour les articles homonymes, voir Église Saint-Nicolas.
L'église Saint-Nicolas d'Ečka (en serbe cyrillique : Српска православна црква светог Николе у Ечки ; en serbe latin : Srpska pravoslavna crkva svetog Nikole u Ečki) est une église orthodoxe serbe située à Ečka, dans la province autonome de Voïvodine, sur le territoire de la Ville de Zrenjanin et dans le district du Banat central en Serbie. Elle est inscrite sur la liste des monuments culturels de grande importance de la république de Serbie (identifiant no SK 1102).

## Présentation
L'église, construite vraisemblablement en 1711, possède un toit à deux pans recouvert de bardeaux dominé par un clocher, lui aussi en bois, de style baroque ; les murs intérieurs et extérieurs sont enduits de boue séchée. Sur le plan de la structure, l'édifice est constitué d'une nef unique prolongée par une abside à cinq pans,.
L'iconostase de l'église a été réalisée par Teodor Popović à partir de 1786. La haute cloison du maître-autel est typique de la seconde moitié du XVIIIe siècle et se caractérise par la transition entre la peinture baroque traditionnelle et la peinture néo-baroque,. L'église abrite également des icônes remontant à une iconostase plus ancienne due au peintre Šеrbаn Pоpоvić datant de 1744 comme l'atteste une inscription figurant sur les « portes royales » ; ces icônes appartiennent à la période la plus ancienne de cet artiste qui a marqué de son œuvre le Banat roumain et le Banat serbe.
L'église et l'iconostase sont protégées par la loi sur les monuments culturels de 1948.

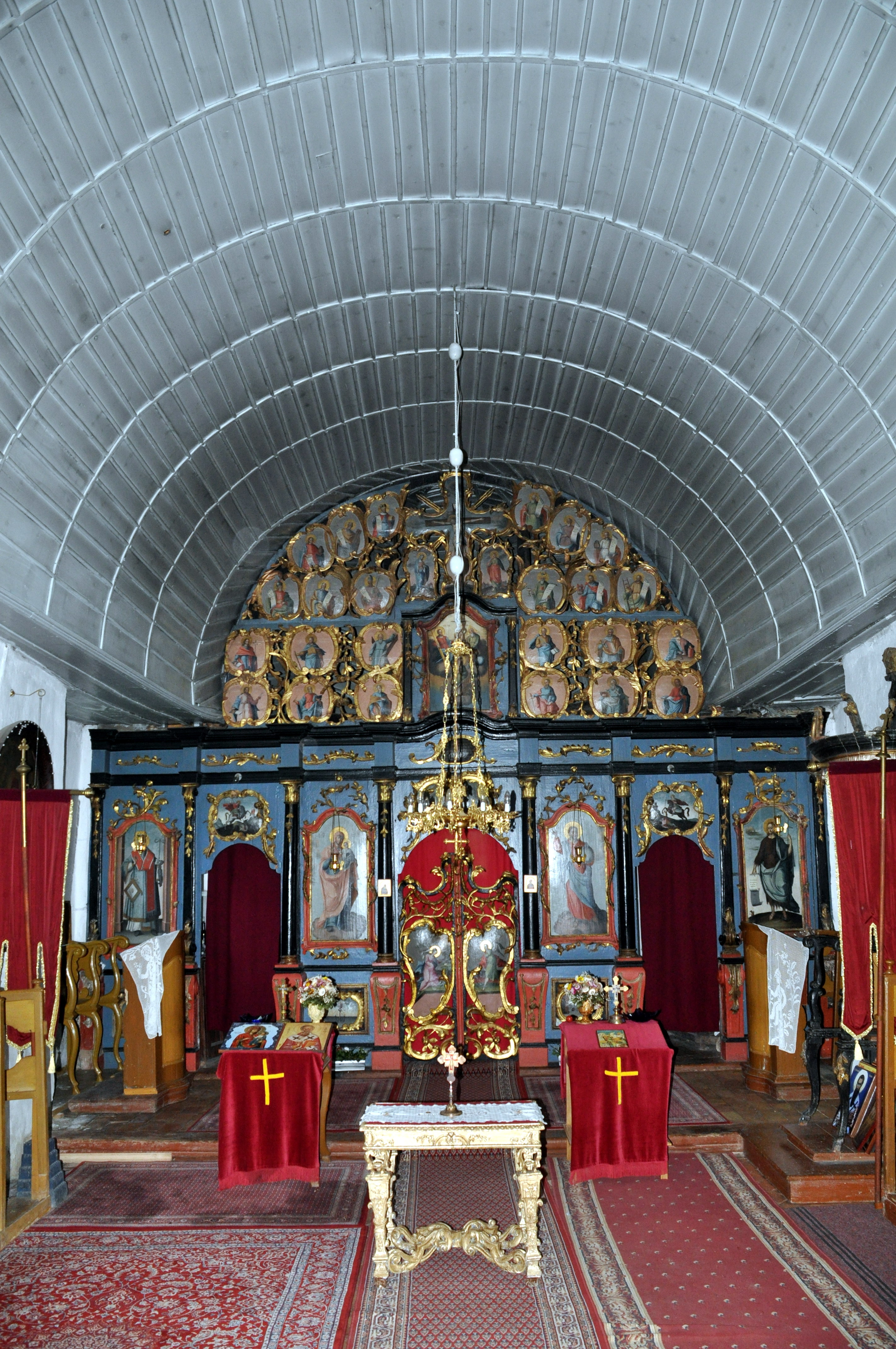
La nef et l'iconostase.